# Ripky (huyện)
Huyện Ripky (tiếng Ukraina: Ріпкинський район, chuyển tự: Ripkys’kyi raion) là một huyện của tỉnh Chernihiv thuộc Ukraina. Huyện Ripky có diện tích 2106 km², dân số theo điều tra dân số ngày 5 tháng 12 năm 2001 là 37614 người với mật độ 18 người/km2. Trung tâm huyện nằm ở Ripky.